# Râches
Râches település Franciaországban, Nord megyében. Lakosainak száma 2644 fő (2022. január 1.). Râches Faumont, Anhiers, Douai, Flines-lez-Raches, Raimbeaucourt és Roost-Warendin községekkel határos.

## Népesség
A település népességének változása:
| Lakosok száma | 2720 | 2723 | 2769 | 2740 | 2719 | 2701 | 2682 | 2660 | 2644 |
|               | 2013 | 2015 | 2016 | 2017 | 2018 | 2019 | 2020 | 2021 | 2022 |